# Tomasz Wójtowicz (duchowny)

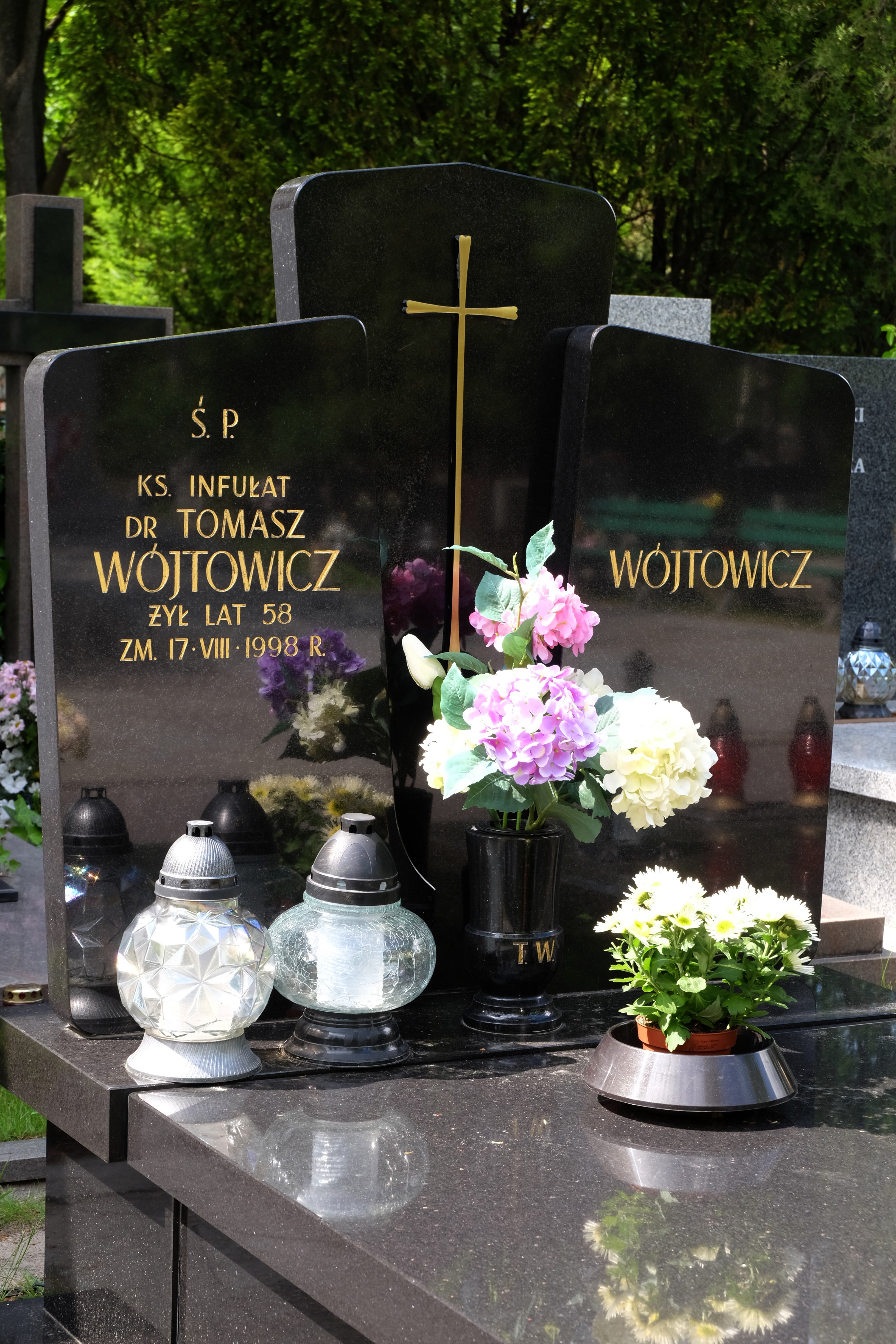
Grób ks. dr Tomasza Wójtowicza na Cmentarzu Wojskowym na Powązkach w Warszawie

Tomasz Wójtowicz (ur. 29 grudnia 1939 w Dzierzkowicach, zm. 17 sierpnia 1998) – polski duchowny i teolog starokatolicki, ksiądz infułat oraz wikariusz generalny diecezji warszawskiej Kościoła Polskokatolickiego w RP. Wykładowca akademicki Wydziału Teologicznego Chrześcijańskiej Akademii Teologicznej w Warszawie.

## Życiorys
Święcenia kapłańskie uzyskał w 1964 w Kościele Rzymskokatolickim. Od 1965 był duchownym Kościoła Polskokatolickiego w PRL. Ukończył studia na Wydziale Teologicznym Chrześcijańskiej Akademii Teologicznej w Warszawie i od 1972 był wykładowcą w ChAT, gdzie piastował między innymi funkcję p.o. kierownika Katedry Starokatolickiej Teologii Praktycznej. Od 1987 r. posiadał stopień naukowy doktora nauk teologicznych; specjalność duszpasterstwo, katechetyka, liturgika i teologia moralna. 6 sierpnia 1995 otrzymał godność infułata i został wprowadzony w urząd wikariusza generalnego diecezji warszawskiej Kościoła Polskokatolickiego w RP. W latach 1968–1998 był również proboszczem parafii katedralnej Świętego Ducha w Warszawie.
Pochowany w kwaterze polskokatolickiej Cmentarza Wojskowego na Powązkach (kwatera D-12-8).